# Тойнби, Арнольд (старший)
Арнольд Тойнби, известный как Тойнби — старший (англ. Arnold Toynbee; 23 августа 1852, Лондон — 9 марта 1883, Уимблдон) — британо-английский экономист и общественный деятель, историк-экономист. Наиболее известен своими лекциями, озаглавленными «Промышленная революция» (Industrial Revolution; вышли посмертно в мае 1884 года; его единственная работа). Приходился родным дядей знаменитому Арнольду Джозефу Тойнби. Воспитанник и преподаватель Оксфордского университета.

## Биография и карьера
Арнольд Тойнби — выходец из уважаемой британской интеллектуальной семьи, второй сын одного из основателей отоларингологии Джозефа Тойнби, члена Королевского общества, оказавшего на него первое особое интеллектуальное влияние. Его сестра Грейс Франкленд стала известным учёным-бактериологом. Toйнби приходился дядей, через своего брата Гарри Тойнби, историку Арнольду Джозефу Тойнби, что часто вызывает путаницу в упоминании обоих учёных.
Тойнби начал учиться в общественных школах вблизи Гринвича (Блэкхит и Вулидж). В 1873-м он начал изучать политэкономию в Оксфордском университете: сначала в Пембрук-колледж (1873-4), с 1875 года в Баллиол-колледж. Его приметил глава второго колледжа Бенджамин Джоуитт (впоследствии они станут близкими друзьями), который и пригласил Тойнби в своё учебное заведение. В Баллиол-колледже он получил степени бакалавра (1878) и магистра (1880).
В годы учёбы в Оксфорде Тойнби испытал глубокое влияние Джона Рёскина, был одним из его наиболее усердных учеников и почитателей. Биограф Рёскина Уильям Колингвуд утверждает, что дальнейшие филантропические труды Тойнби проиллюстрировали на деле положения величайшей книги Рёскина Unto This Last.
В 1878 году Тойнби окончил обучение и стал преподавать в своём же колледже, где и работал до кончины. Его лекции об истории промышленной революции конца XVIII — начала XIX веков приобрели широкую известность; на деле Тойнби успешно популяризовал в англоязычном мире термин, ранее запущенный в широкое обращение в Германии Фридрихом Энгельсом, под впечатлением промышленных изменений в Британии.
Тойнби занимался благотворительной и просветительской деятельностью среди рабочих. Тойнби-старшего характеризуют как буржуазного «радикала-прогрессиста, идейного предтечу фабианского движения».
Женился в 1879 году на Charlotte Atwood, бездетный. Похоронен в Уимблдоне. В его честь именован Toynbee Hall.

## Экономические воззрения
Разбирал их Дональд Уинч.
В 1883 году вышла книга Тойнби «Лекции о промышленной революции в Англии», после чего историки считали его автором данного термина. Однако впоследствии выяснилось, что его в 1830-е годы ввёл в научный оборот французский экономист Жером-Адольф Бланки.
В 1898 году вышел русский перевод «Промышленный переворот в Англии». Профессор А.И. Чупров в предисловии отмечал: «...трудно найти в литературе другую книгу, в которой на немногих страницах был бы так ясно нарисован, не только в общих схемах, но и в полных жизни деталях, процесс исчезновения английских крестьян и деревенских кустарей, еще в начале XVIII века являвшихся главными фигурами среди тогдашнего общества». Второе издание книги вышло также в Москве, в 1912 г.

## Сочинения
- Промышленный переворот в Англии. — М.: МИР, 1924. — 172 с.
  - Промышленный переворот в Англии в XVIII столетии — М.: Книжный дом «ЛИБРОКОМ», 2011. — 352 с. — ISBN 978-5-397-01962-0.